# 光复西路
光复西路，是位于中國上海市的一条市政道路，全线沿着苏州河北岸行走，自王家宅路口起至丹巴路止，全長6,508米（只计算枣阳路以东）。1924年修筑西段，以位于光复路以西命名西光复路，1949年更名光复西路。

## 备注
1. ↑  白玉路至凯旋路铁路桥段因华东政法大学不通；枣阳路至古北路桥北桥堍因市政建设的原因依然称为大渡河路。